# Penicilin
Penicilin je β-laktamski antibiotik korišten u liječenju i uništavanju bakterija u mnogim organizmima. Naziv "penicilin" može se odnositi na mnogobrojne varijante penicilina, ili na grupu antibiotika koji se dobivaju iz penicilina. Penicilin se dobiva od zelene plijesni kistca (Penicillium chrysogenum).
Molekularna formula penicilina je R-C9H11N2O4S, gdje je R dio promjenjivog lanca.
Penicilin je prvi otkrio francuski student medicine Ernest Duchesne 1896. godine, no u svoju današnju široku uporabu ušao je tek poslije istraživanja Alexandera Fleminga 1928. godine.

## Vrste penicilina
- benzilpenicilin (penicilin G)
- fenoksimetilpenicilin (penicilin V)
- meticilin
- nafcilin
- ampicilin
- amoksicilin
- karbenicilin
- karfecilin
- tikarcilin
- piperacilin
- benzatin penicilin